# Война за независимость Бангладеш
Война за независимость Бангладеш (бенг. মুক্তিযুদ্ধ — Muktijuddho) — боевые действия между вооружёнными силами и другими силовыми структурами Пакистана с одной стороны и вооружёнными формированиями бенгальских сепаратистов и вооружёнными силами Индии — с другой. В результате войны провинция Пакистана — Восточный Пакистан — стал независимым государством — Бангладеш.
Конфликт был вызван подъёмом бенгальских националистических настроений и движения самоопределения в Восточном Пакистане, война началась после начала западнопакистанской операции «Прожектор» против народа Восточного Пакистана, в ночь на 25 марта 1971 года. Целью операции было массовое уничтожение бенгальских националистов, студентов, интеллигенции, религиозных меньшинств и вооруженных лиц; правительство Пакистана аннулировало[когда?] результаты выборов 1970 года и арестовало назначенного премьер-министром шейха Муджибура Рахмана. 

Война закончилась 16 декабря 1971 года после капитуляции Пакистана.
В сельских и городских районах по всему Восточному Пакистану происходили обширные военные операции и удары с воздуха с целью подавить волну гражданского неповиновения, которая сформировалась после ситуации с выборами 1970 года. Пакистанская армия имела поддержку радикальных религиозных группировок («Раззакарс», «Аль-Бадр» и «Аш-Шамс»), которые оказывали помощь во время налётов пакистанской армии на местное население. Бихари, говорящие на урду (в Бангладеш — этническое меньшинство) также оказывали поддержку пакистанским военным. 
Пакистанские военные и ополченцы совершали массовые убийства, депортации и изнасилования. Столица Восточного Пакистана Дакка была местом многочисленных убийств, в том числе операции «Прожектор» и резни в местном университете. 
По оценкам, 10 миллионов бенгальских беженцев бежали в соседнюю Индию, а 30 миллионов были вынужденными переселенцами внутри страны. Между бенгальцами и говорящими на урду иммигрантами вспыхнуло насилие на религиозной почве. Историки считают, что зверства, совершённые пакистанскими военными, были геноцидом (Геноцид в Бангладеш (1971)).
Бедственное положение миллионов бенгальских гражданских лиц, пострадавших от войны, вызвало негодование и тревогу во всем мире.
Временное правительство Бангладеш было образовано 17 апреля 1971 года в Муджибнагаре и переехало в Калькутту, став правительством в изгнании. Бенгальские члены пакистанского гражданского, военного и дипломатического корпуса перешли в бангладешское временное правительство.
Бангладешская Декларация независимости был провозглашена в Читтагонге[когда?] членами мукти-бахини — национально-освободительной армии, сформированной бенгальскими военными, военизированными формированиями и гражданскими лицами. Восточнобенгальский полк и Бангладешские стрелки сыграли решающую роль в сопротивлении. Бангладешские силы во главе с генералом Мухаммадом Османи и одиннадцатью командирами секторов вели партизанскую войну против пакистанской армии, в первые месяцы конфликта они освободили многочисленные города. Пакистанская армия взяла ситуацию под контроль во время муссона. Бенгальские партизаны провели широкомасштабную диверсию, включая операцию «Джекпот» против военно-морского флота Пакистана. Зарождающиеся ВВС Бангладеш совершали боевые вылазки против пакистанских военных баз, они обеспечили контроль над большей частью сельской местности
3 декабря 1971 года Индия вступила в войну, после того как Пакистан нанёс упреждающие воздушные удары по Северной Индии. Последующая индо-пакистанская война развернулась на двух фронтах. Благодаря превосходству в воздухе на восточном театре боевых действия и быстрому продвижению союзных сил Бангладеш и Индии Пакистан капитулировал в Дакке 16 декабря 1971 года.
Война изменила геополитический ландшафт Южной Азии, а Бангладеш стал седьмой по численности населения страной в мире. Из-за сложных региональных альянсов война была одним из главных эпизодов напряженности в Холодной войне, в которой участвовали Соединенные Штаты, Советский Союз и Китайская Народная Республика. 
Большинство государств-членов Организации Объединённых Наций признали Бангладеш суверенной страной в 1972 году.

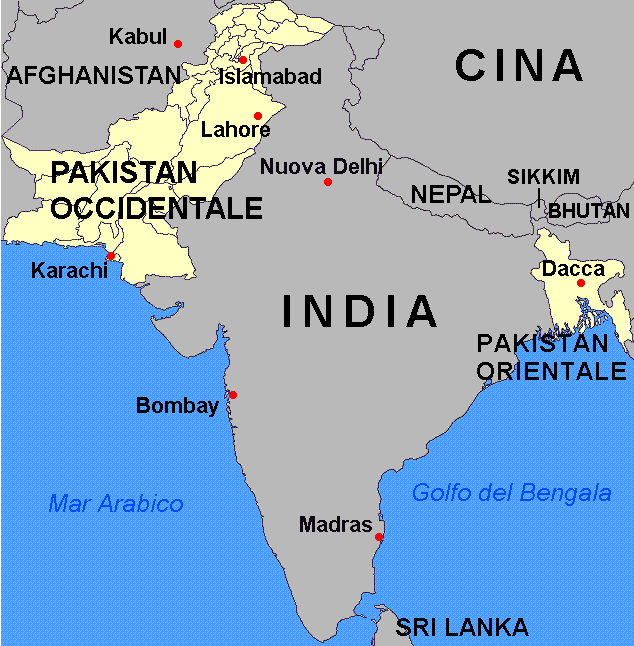
Карта Пакистана с 1947 по 1971 год

## Предыстория
В августе 1947 года Британская Индия была разделена на два государства, Пакистан и Индию, которые предполагались как государства для мусульман и индусов соответственно. Пакистан состоял из двух географически и культурно отдельных районов на востоке и западе, между которыми была Индия. Столица страны Карачи находилась в западной части страны, отсюда же происходило большинство представителей пакистанской политической элиты. Западный Пакистан всегда доминировал над Восточным и экономически, и политически, хотя по количеству населения уступал ему (по переписи 1972 года население Пакистана 64,9 млн чел., по переписи 1974 года население Бангладеш 71,3 млн чел.). В развитие восточных территорий вкладывалось намного меньше средств.
Существовала и языковая проблема: в 1952 году в Дакке была расстреляна демонстрация, требовавшая отмены постановления о признании единственным государственным языком страны урду (большинство населения на востоке говорило на бенгали, в то время как урду был родным языком относительно небольшой этнической группы на западе). Постепенно жители восточной части страны начали ощущать себя гражданами второго сорта.
В 1970 году на Восточный Пакистан обрушился тропический циклон «Бхола», одно из самых разрушительных стихийных бедствий новейшего времени. Его жертвами стали до полумиллиона пакистанцев. Власти региона обвинили центральное руководство страны в неэффективности оказанной помощи и бездействии; прошли многотысячные манифестации с требованиями отставки президента страны Яхья Хана.
В декабре 1970 года в стране прошли парламентские выборы, на которых большинство голосов получила возглавляемая шейхом Муджибуром Рахманом восточнопакистанская партия «Авами Лиг» («Лига свободы»), выступавшая с программой предоставления востоку страны значительной автономии. Согласно конституции страны, она получила право сформировать правительство. Но генералитет во главе с Яхья Ханом выступил против назначения Рахмана на пост премьер-министра, склонив на свою сторону лидера победившей на западе Пакистанской народной партии Зульфикара Али Бхутто. Переговоры между Яхья Ханом, Бхутто и Рахманом не увенчались успехом. 7 марта 1971 года Рахман выступил перед двухмиллионной толпой на главной площади Дакки со знаменитой речью, в которой заявил о том, что его партия борется за свободу и независимость Восточного Пакистана.

## Ход военных действий

### Начало войны
Война началась 26 марта 1971 года, после того как армейские подразделения Пакистана начали военную операцию «Прожектор» в Восточном Пакистане, целью которой было физическое уничтожение бенгальских мирных жителей, студентов и военных, требовавших отделения Восточного Пакистана и образования на его территории независимого государства. В ходе этой карательной операции было убито около 10 тысяч бенгальских ополченцев, в дальнейшем пакистанские военные убили сотни тысяч мирных жителей Бангладеш.
Но эта бойня привела не к запугиванию бенгальцев, а к всеобщему возмущению зверствами пакистанских властей.
В условиях пакистанской карательной операции 27 марта майор вооружённых сил Заур Рахман в Читтагонге зачитал по радио текст написанной Муджибуром Рахманом декларации независимости, провозглашавшей создание государства Бангладеш. 17 апреля было сформировано временное правительство Бангладеш. Созданное в городке Байдьянатхтала (ныне Муджибнагар), оно вскоре было вынуждено перебраться в Калькутту, став правительством в изгнании.
Поначалу пакистанская армия встретила минимальное сопротивление. К концу весны она заняла все города Бангладеш и подавила любую политическую оппозицию. Однако бенгальцы сформировали «мукти-бахини» (освободительную армию), которая использовала тактику партизанской войны в борьбе с армией Западного Пакистана. Их ряды быстро пополнялись за счёт армейских дезертиров, а также местного населения, активистов «Авами лиг», Коммунистической и других местных партий. Одним из выдающихся партизанских командиров был социалист подполковник Абу Тахер, кроме того для борьбы с пакистанскими войсками большие силы с базой в Паярабагане (Барисал) мобилизовал маоист Сирадж Сикдер.

### Террор пакистанской армии
Западнопакистанская армия развернула жестокие репрессии против бангладешцев; по существующим оценкам, к концу 1971 года было убито от 200 тыс. до 3 млн жителей страны. Военнослужащие изнасиловали по крайней мере 200 тыс. бенгальских женщин. Ультраправые исламистские группировки, действовавшие вместе с западнопакистанской армией, проводили массовые зачистки левой интеллигенции, выступавшей за независимость Бангладеш.
Во время рейда военных в Даккский университет были убиты десятки преподавателей и исчезли сотни студентов, а за два дня до освобождения Бангладеш, 14 декабря 1971 года, были похищены из своих домов и казнены 200 видных бенгальских интеллектуалов. «Авами Лиг» была запрещена, а Муджибур Рахман арестован.
В стране началась гуманитарная катастрофа. Не менее 8 млн беженцев прибыли в Индию; ещё 30 млн жителей стали внутренне перемещёнными, вынужденными покинуть свои дома и перебраться в другие места на территории Бангладеш. Тысячи бенгальских семей были интернированы в Западном Пакистане, откуда некоторые из них бежали в Афганистан.

### Международная поддержка
Премьер-министр Индии Индира Ганди сразу же после провозглашения независимости Бангладеш выступила в защиту нового государства. Индия была заинтересована в ослаблении Пакистана, своего давнего недруга. По мере прибытия всё новых и новых беженцев у индийского руководства появилась и сугубо практическая заинтересованность в прекращении насилия в Бангладеш: содержание такого числа людей дорого обходилось бюджету страны, обострились и социальные проблемы.
Была развёрнута кампания по привлечению внимания международной общественности к проблеме беженцев и к жестоким действиям пакистанской армии. Поскольку республиканская администрация президента США Ричарда Никсона имела тесные связи с диктатурой Яхья Хана в Пакистане и продолжала снабжать её вооружением, несмотря на отчёты об актах геноцида со стороны пакистанских военных и санкции Конгресса США против Пакистана, сенатор от Демократической партии Эдвард Кеннеди повёл кампанию солидарности с Бангладеш, а американский консул в Дакке Арчер Кент Блад отправил телеграмму протеста против отказа официального Вашингтона осудить пакистанские военные преступления. Данная телеграмма вошла в историю как Кровавая телеграмма. В ней Арчер Блад выразил протест против зверств, совершенных пакистанской армией в Бангладеш.
В поддержку беженцев из Восточного Пакистана, пострадавших от действий пакистанской армии и разрушительного циклона «Бхола», Джордж Харрисон и Рави Шанкар инициировали проведение в Нью-Йорке двух благотворительных концертов.
Впрочем, основную экономическую, военную и политическую поддержку освободительная армия Бангладеш получала со стороны Индии. Благодаря ей уже летом 1971 года партизаны активизировали свои действия против пакистанских сил (операция «Джекпот»). Страна была разделена на 11 военных зон, в каждой из которых силы «мукти-бахини» возглавил бывший офицер пакистанской армии. Партизаны даже создали небольшие военно-воздушные силы и речной флот. Пакистанская правительственная армия оказалась не готова к ведению антипартизанской войны в условиях местности, покрытой джунглями и многочисленными реками. Располагая базовыми лагерями на территории Индии, «мукти-бахини» проводили успешные операции в Бангладеш и отступали через границу, после чего они оказывались под фактической защитой индийской армии.
Советские Вооруженные Силы непосредственного участия в этом военном конфликте не принимали, однако определённый вклад в его исход внесла группировка кораблей ВМФ СССР под командованием контр-адмирала В. Кругликова, находившаяся в то время в Индийском океане. События, связанные с этим эпизодом, развивались следующим образом. С началом пакистано-индийского конфликта в Бенгальский залив была направлена авианосная ударная группа (АУГ) ВМС США с задачей нейтрализовать индийский флот и оказать тем самым помощь Пакистану. Индийское правительство, сильно обеспокоенное угрозой вмешательства в конфликт Соединенных Штатов, проинформировало об этом Советский Союз, на что советское военное руководство дало понять, что нейтрализация американского оперативного соединения является «заботой» ВМФ СССР. В результате, по прибытии в район конфликта американской АУГ, её действия были полностью связаны плотной опекой советских кораблей. В этой связи вице-адмирал в отставке В. Кругликов в своих воспоминаниях приводит текст перехваченной радиограммы командира АУГ, который доносил командующему Тихоокеанским флотом США: «За нами ведется постоянное слежение, мы опоздали с развертыванием, советских кораблей много. Их командир ведет себя нагло».

### Третья индо-пакистанская война
С целью заставить Индию отказаться от поддержки бенгальских партизан Пакистан начал военную операцию «Чингисхан» на западной границе с Индией (что и послужило началом Третьей индо-пакистанской войны) — 3 декабря 1971 года военно-воздушные силы Пакистана подвергли внезапной бомбардировке ряд индийских авиабаз. На следующий день в Индии было объявлено чрезвычайное положение и началась мобилизация, было принято решение провести операцию против пакистанских военных на территории Бангладеш.
Индийские силы совместно с подразделениями «мукти-бахини» стремительно обошли основные оборонительные узлы противника. Решающим фактором здесь оказалась высокая мобильность в труднопроходимой местности. Хорошо себя зарекомендовали плавающие танки ПТ-76 и транспортные вертолёты Ми-4. Уже к концу второй недели войны армия Индии подошла к Дакке.
16 декабря 1971 года союзные войска индийской армии и «мукти-бахини» одержали окончательную победу над армией Западного Пакистана. Не видя смысла в дальнейшем сопротивлении, командующий пакистанскими войсками в Бангладеш генерал Амир Ниязи подписал акт о капитуляции своей группировки. 93 тыс. пакистанских солдат сдались в плен, что на тот момент было самой крупной капитуляцией со времён Второй мировой войны.

### Итоги войны
Народная Республика Бангладеш стала независимым государством социалистической ориентации, поддерживая тесные связи с Индией и СССР. Первым государством в мире, официально признавшим независимость Бангладеш, 6 декабря 1971 года стало гималайское королевство Бутан.
После поражения в войне в Пакистане была сформирована комиссия Хамудура Рахмана, расследовавшая военные преступления пакистанского военного режима во время войны. Президент Пакистана генерал Яхья Хан ушёл в отставку; его сменил Зульфикар Али Бхутто, который через три года официально извинился перед народом бывшего Восточного Пакистана за преступления против него, при этом добившись освобождения всех пакистанских военнопленных без суда над ними, которого требовало новое правительство Бангладеш. Отношения между всеми тремя странами были нормализованы после подписания Симлского соглашения 2-3 июля 1972 года.